# マーク・トラヴァース
マーク・トラヴァース（Mark Travers, 1999年5月18日 - ）は、アイルランド・キルデア県キルデア出身のプロサッカー選手。プレミアリーグ・エヴァートン所属。ポジションはGK。

## クラブ経歴
地元アイルランドのシャムロック・ローヴァーズFCのユースチームなどを経て2016年にAFCボーンマスのユースチームに入団。翌2017年にプロ契約を結び、2017-18シーズンはサザンフットボールリーグ・プレミアディヴィジョン (実質7部) のウェイマスFCでプレーした。
2018-19シーズンより正式にボーンマスに加入し、アスミル・ベゴヴィッチ、アルトゥール・ボルツに次ぐ第3GKとしてトップチームに登録された。同シーズンホーム最終戦となった2019年5月4日のトッテナム・ホットスパーFC戦で、プレミアリーグ初出場。孫興慜とフアン・フォイスの退場もあり、試合終了間際のナタン・アケのゴールで1-0で勝利し、トップリーグデビュー戦を完封勝利で飾った。
2023年7月28日、ストーク・シティFCへレンタル移籍することが発表された。しかしシーズン途中にレンタル元のボーンマスがGK不足となったため、ボーンマスへ復帰。
2025年7月25日、エヴァートンFCへ完全移籍することが発表された。

## 代表経歴
プロデビュー前の2015年から、各ユース世代のアイルランド代表に随時招集。2019年3月には、UEFA EURO 2020予選のジブラルタル戦とジョージア戦のフル代表のメンバーに招集された。